# Hilda Solis

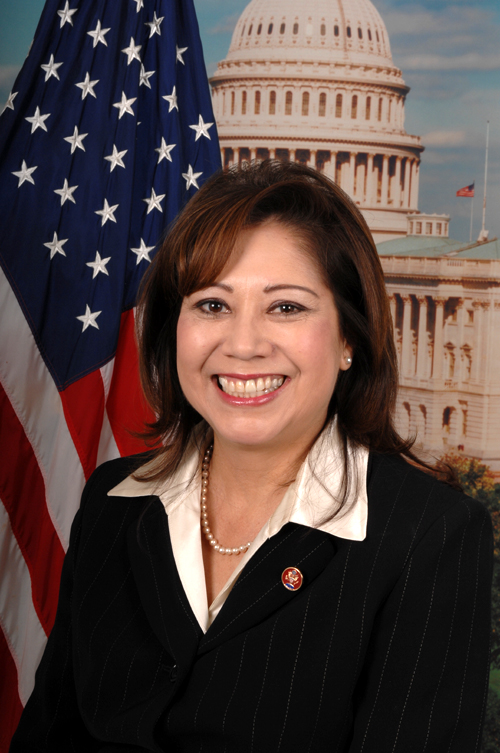
Hilda Solis

Hilda L. Solis (* 20. Oktober 1957 in Los Angeles, Kalifornien) ist eine US-amerikanische Politikerin (Demokratische Partei). Sie übte ab dem 24. Februar 2009 das Amt der US-Arbeitsministerin im Kabinett Obama aus. Im Januar 2013 kündigte sie ihren Rücktritt an. Ihr Nachfolger wurde Thomas Perez.

## Leben
Solis ist in La Puente als Drittes von sieben Kindern einer Nicaraguanerin und eines Mexikaners aufgewachsen.
Im Jahr 1979 erlangte sie einen Bachelor-Abschluss mit dem Hauptfach Politikwissenschaft an der California State Polytechnic University in Pomona. Im Jahr 1981 beendete sie ihr Studium in Public Administration an der University of Southern California mit einem Master. Nach verschiedenen Posten in politischen Kommissionen war sie von 1992 bis 1994 Mitglied der California State Assembly.
Solis wurde 1994 in den Senat von Kalifornien gewählt und setzte sich in ihrer Amtszeit für die Erhöhung des Mindestlohns und die Ausweitung der Gesetze gegen häusliche Gewalt ein. Im Jahr 2000 erhielt sie aufgrund ihres ökologischen Engagements als erste Frau den John F. Kennedy Profile in Courage Award. Im Jahr 2001 zog sie dann ins US-Repräsentantenhaus ein, wo sie den 32. Kongresswahlbezirk von Kalifornien vertrat; dieser umfasst große Teile des Los Angeles County. Seither ist sie viermal bestätigt worden, zuletzt 2008 ohne Gegenkandidaten.

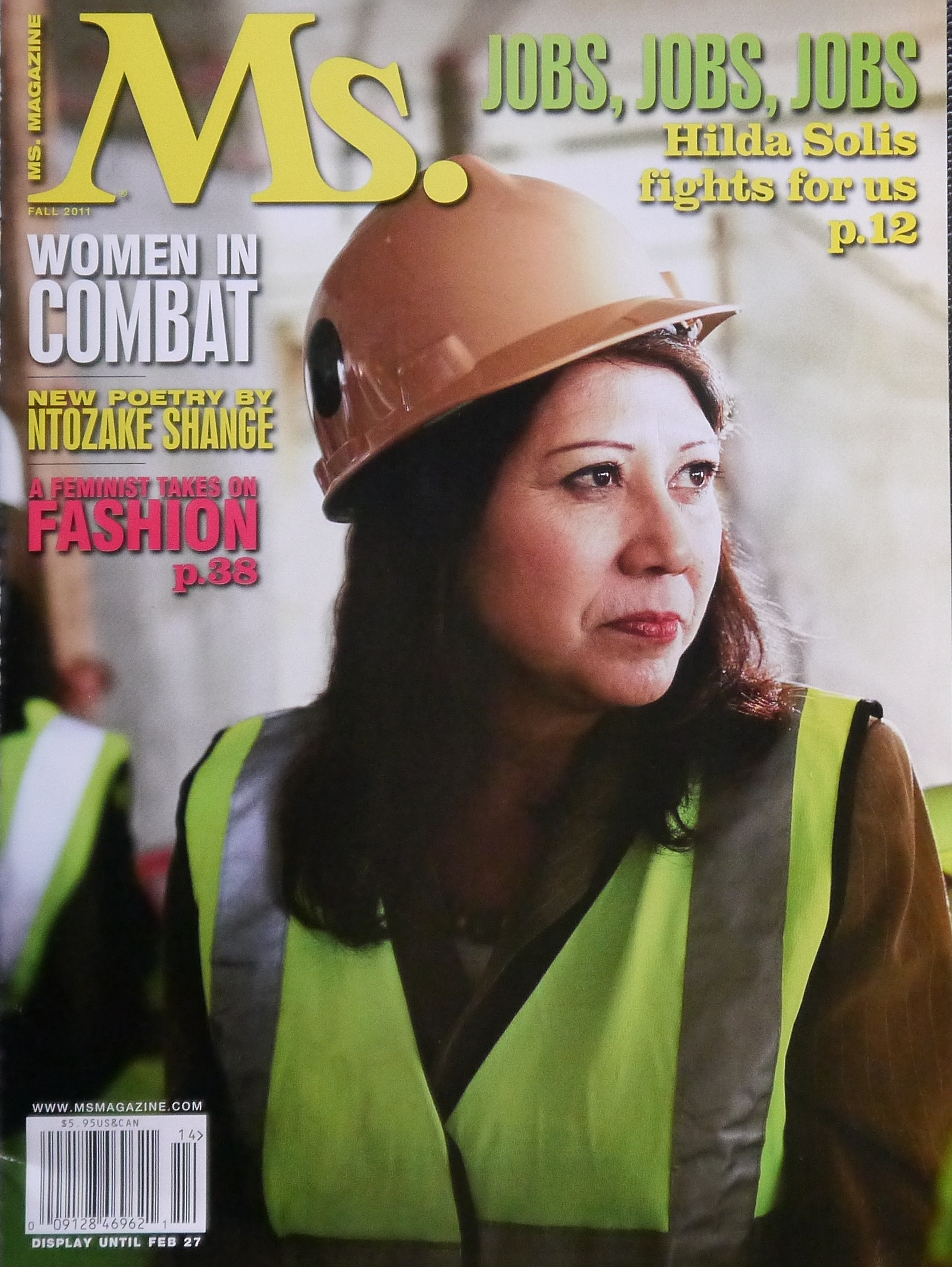
Hilda Solis auf dem Titelblatt des Ms. Magazine im Herbst 2011

Im Jahr 2003 wurde sie zum Mitglied des House Committee on Energy and Commerce ernannt. Am 19. Dezember 2008 erkor der gewählte Präsident Barack Obama sie für den Posten der US-Arbeitsministerin. Die Bestätigung durch den US-Senat verzögerte sich zunächst, da die oppositionellen Republikaner ihr vorwarfen, bei der obligatorischen Anhörung Fragen zu ihrer Tätigkeit für den Interessenverband American Rights at Work nicht ausreichend beantwortet zu haben. Am 24. Februar 2009 erfolgte dann schließlich die Bestätigung mit 80:17 Stimmen.
Solis ist mit Sam H. Sayyad verheiratet und lebt in El Monte, Kalifornien. Sie ist römisch-katholischer Konfession und für eine liberale Abtreibungspolitik.